# Список ближайших экзопланет земного типа
В этом списке собраны возможные кандидаты в экзопланеты земного типа, находящиеся не дальше чем 50 световых лет от Солнечной системы. Планеты отсортированы в порядке увеличения расстояния от Солнца до соответствующей родительской звезды.
Предполагается, что эти планеты имеют состав, сходный с таковым у планет земной группы. В пределах Солнечной системы к планетам земной группы относятся Меркурий, Венера, Земля и Марс.
В настоящий момент для большинства планет из этого списка не установлено, действительно ли они относятся к земному типу. Источники в первом столбце подтверждают лишь возможность отнесения к этому типу.
На данный момент в список входит 12 экзопланет.